# The Tramp's Revenge (film 1907)
The Tramp's Revenge è un cortometraggio muto del 1907 diretto da Lewin Fitzhamon.

## Trama
I vagabondi provocano la caduta nel fiume di un pescatore.

## Produzione
Il film fu prodotto dalla Hepworth.

## Distribuzione
Distribuito dalla Hepworth, il film - un cortometraggio di 45,7 metri - uscì nelle sale cinematografiche britanniche nel luglio 1907.
Si conoscono pochi dati del film che, prodotto dalla Hepworth, fu distrutto nel 1924 dallo stesso produttore, Cecil M. Hepworth. Fallito, in gravissime difficoltà finanziarie, il produttore pensò in questo modo di poter almeno recuperare il nitrato d'argento della pellicola.